# Penstemon gentianoides
Penstemon gentianoides, la campanita morada, es una especie de planta de la familia de las plantagináceas, nativa de Norteamérica.

## Descripción, distribución y hábitat

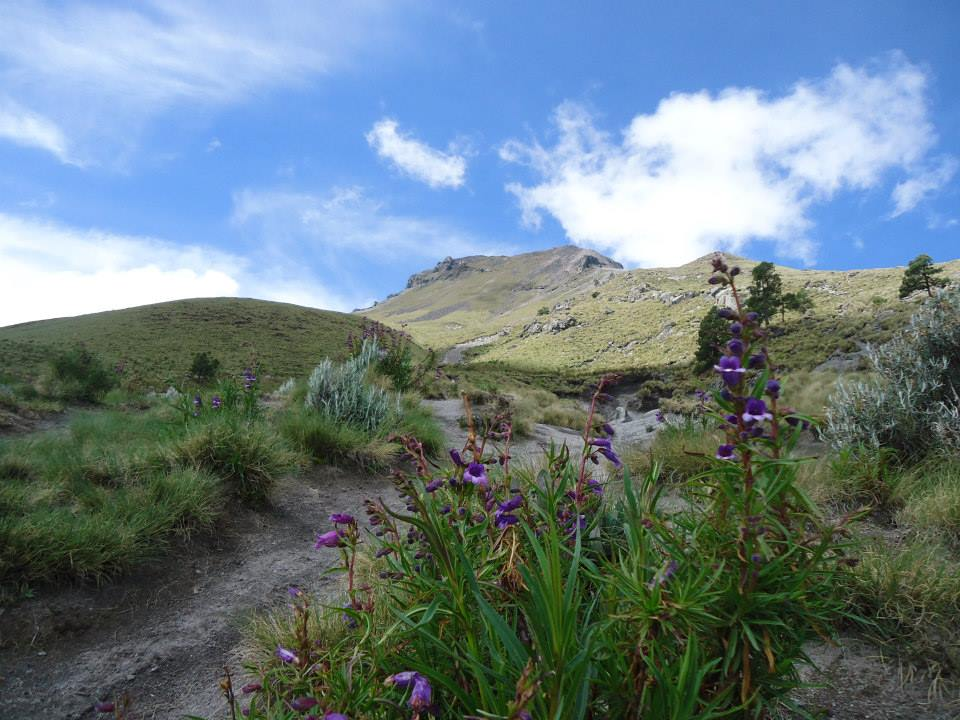
En su hábitat (Volcán La Malinche)

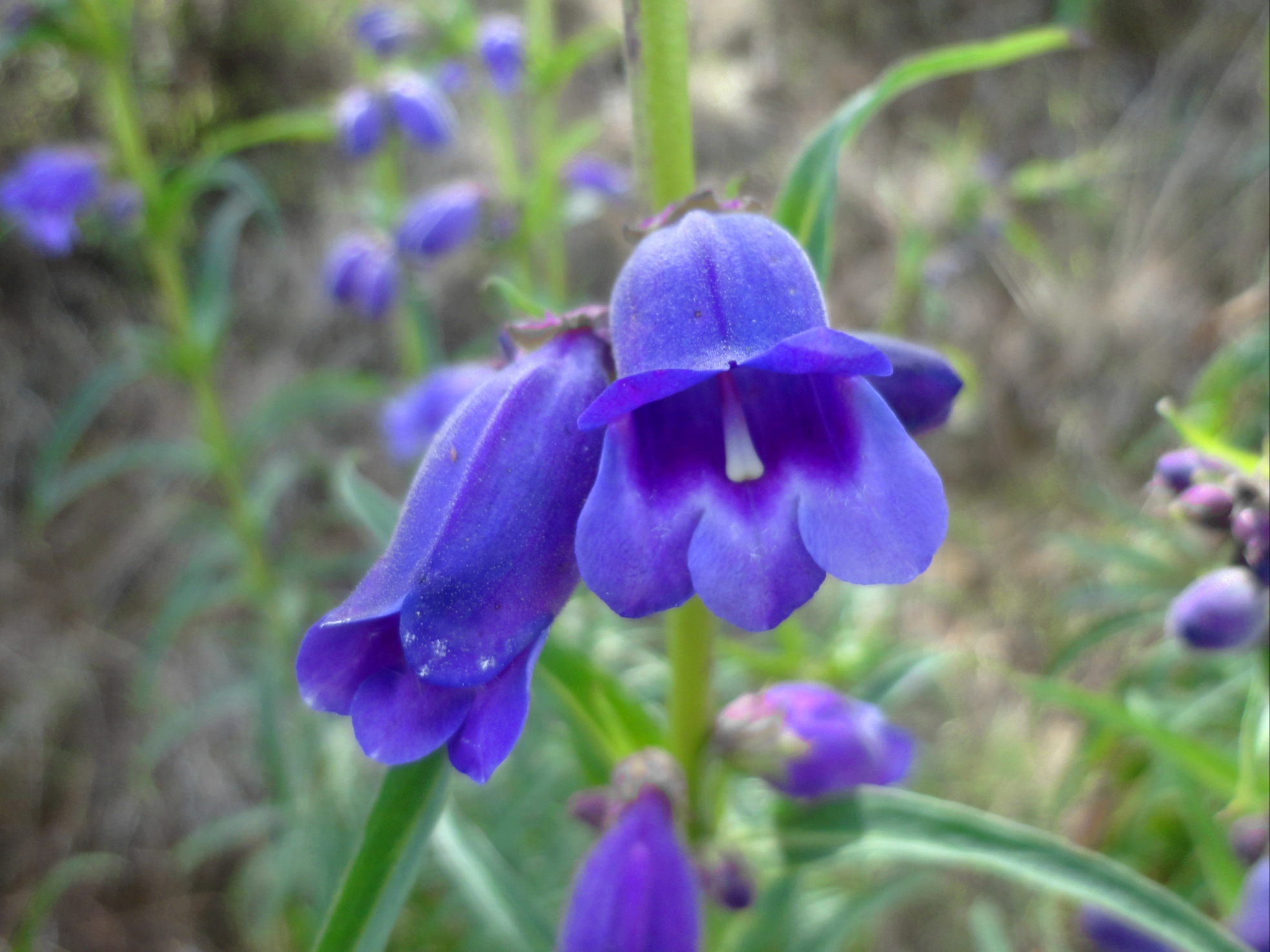
Inflorescencia

Penstemon gentianoides es una hierba perenne sufrutescente de hasta 1.5 m de altura, de tallos leñosos, erectos y muy ramificados. Sus hojas glabras o ligeramente puberulentas son sésiles, opuestas o fasciculadas, elíptico-lanceoladas, de margen entero y ápice acuminado. La inflorescencia es una panícula compacta de flores tubulares de color azul, violeta o morado. El fruto es una cápsula ovoide, de color marrón, que en la madurez presenta aberturas erectas de la cual salen las numerosas semillas negras angulosas de unos 2 mm de largo. Florece de julio a noviembre y fructifica en la estación seca.
Es una planta endémica de la alta montaña de México y Centroamérica, donde es común en zonas de clima subalpino y alpino, entre los 3000 y los 4200 metros sobre el nivel del mar. Habita bosques de coníferas (en especial, de Pinus hartwegii) y praderas alpinas, también lugares perturbados.

## Importancia
Penstemon gentianoides es una planta de alimentación de diversas especies nectarívoras, en especial abejorros (Bombus ephippiatus, B. huntii, B. weisi) y colibríes (Selasphorus platycercus y Archilochus colubris, entre otros).
En la medicina tradicional mexicana, Penstemon gentianoides se emplea como antiinflamatorio. Esta propiedad, además de los efectos antioxidantes de la especie, ha sido comprobada por diversos estudios científicos.

## Taxonomía
Penstemon gentianoides fue descrita en 1825 por Jean Louis Marie Poiret, sobre un basónimo de Carl Sigismund Kunth, en Dictionnaire des Sciences Naturelles 38: 385.

### Etimología
Penstemon: nombre aplicado por John Mitchell a la especie ahora conocida como Penstemon laevigatus; es probable que signifique "casi un estambre", al provenir del latín pen, 'casi', y del griego stemon, 'estambre'. Linneo adoptó el nombre como epíteto de Chelone pentstemon, variante ortográfica que usó al asumir que Mitchell quería hacer alusión a los cinco (penta en griego) estambres que son característicos para las flores de la especie. Esta grafía sobrevivió después como nombre genérico hasta entrado el siglo XX.
gentianoides: epíteto compuesto de Gentiana + -oides = "similar a la genciana".

### Sinonimia
- Chelone gentianoides Kunth
- Penstemon skutchii Straw[9]